# Сысоевское
Сысоевское (фин. Taurunjärvi) — озеро на территории Каменногорского городского поселения Выборгского района Ленинградской области.

## Общие сведения
Площадь озера — 1,4 км². Располагается на высоте 25,9 метров над уровнем моря.
Форма озера лопастная, продолговатая: вытянуто с северо-запада на юго-восток. Берега изрезанные, каменисто-песчаные.
С севера в озеро втекают два безымянных ручья, вытекающие из озёр Большого Богородского и Мысового. Из юго-восточной оконечности Сысоевского вытекает река Лазурная, впадающая в озеро Мелководное, и которого вытекает протока Кивистёнсалми, впадающая в озеро Луговое, из которого вытекает безымянная протока, втекающая в реку Вуоксу.
В озере несколько безымянных островов различной площади.
К юго-западному берегу озера подходит лесная дорога. С северной стороны подходит просёлочная дорога.
Код объекта в государственном водном реестре — 01040300211102000012035.